# NSFNet
NSFNet - linia T1 o przepustowości 1,544 Mbps zapoczątkowana w 1985 roku przez National Science Foundation dla kolejnej generacji sieci ARPANET.